# Aur Gading (Lungkang Kule)
Aur Gading is een bestuurslaag in het regentschap Kaur van de provincie Bengkulu, Indonesië. Aur Gading telt 267 inwoners (volkstelling 2010).